# Michael O'Connor (costumista)
Michael O'Connor (Londra, 27 ottobre 1965) è un costumista britannico.

## Biografia
Nato a Londra, Michael O'Connor entrò nel mondo dello spettacolo lavorandò dietro le quinte all'Old Vic. Nel 1993 cominciò a lavorare come guardarobiere durante le produzioni dei film La casa degli spiriti ed Emma, per poi diventare assistente costumiata per un gran numero di film, tra cui Oscar e Lucinda, Quills - La penna dello scandalo, Rapimento e riscatto e Harry Potter e la camera dei segreti. A partire dai primi anni duemila ha lavorato come costumista per diversi film di alto profilo, tra cui L'ultimo re di Scozia, Jane Eyre, Suite Francese, La ragazza dei tulipani, Casa Shakespeare e Ammonite. Nel 2009 ha vinto l'Oscar ai migliori costumi per La duchessa.

## Filmografia parziale
- The Mystic Masseur, regia di Ismail Merchant (2001)
- Nomad - The Warrior (Nomad), regia di Sergej Vladimirovič Bodrov e Ivan Passer (2005)
- L'ultimo re di Scozia (The Last King of Scotland), regia di Kevin Macdonald (2006)
- Un giorno di gloria per Miss Pettigrew (Miss Pettigrew Lives for a Day), regia di Bharat Nalluri (2008)
- La duchessa (The Duchess), regia di Saul Dibb (2008)
- The Eagle, regia di Kevin Macdonald (2011)
- Jane Eyre, regia di Cary Fukunaga (2011)
- Dredd - Il giudice dell'apocalisse (Dredd), regia di Pete Travis (2012)
- The Invisible Woman, regia di Ralph Fiennes (2013)
- Suite francese (Suite française), regia di Saul Dibb (2014)
- La ragazza dei tulipani (Tulip Fever), regia di Justin Chadwick (2017)
- A Private War, regia di Matthew Heineman (2018)
- Casa Shakespeare (All Is True), regia di Kenneth Branagh (2018)
- Ammonite - Sopra un'onda del mare (Ammonite), regia di Francis Lee (2020)
- Il visionario mondo di Louis Wain (The Electrical Life of Louis Wain), regia di Will Sharpe (2021)
- Emily, regia di Frances O'Connor (2022)
- L'ultima regina - Firebrand (Firebrand), regia di Karim Aïnouz (2023)
- Lee, regia di Ellen Kuras (2023)

## Riconoscimenti
- Premio Oscar
  - 2009 – Migliori costumi per La duchessa
  - 2012 – Candidatura per i migliori costumi per Jane Eyre
  - 2014 – Candidatura per i migliori costumi per The Invisible Woman
- BAFTA
  - 2009 – Migliori costumi per La duchessa
  - 2012 – Candidatura per i migliori costumi per Jane Eyre
  - 2014 – Candidatura per i migliori costumi per The Invisible Woman
  - 2021 – Candidatura per i migliori costumi per Ammonite - Sopra un'onda del mare
- Satellite Award
  - 2008 – Migliori costumi per La duchessa
  - 2014 – Migliori costumi per The Invisible Woman
- European Film Awards
  - 2021 - Migliori costumi per Ammonite - Sopra un'onda del mare